# Lista över ordförande för Organisationen för afrikansk enhet
Ordförande för Organisationen för afrikansk enhet var det högsta ämbetet i Organisationen för afrikansk enhet (OAU). Ordförandeposten föreskrevs inte uttryckligen i OAU:s stadga och dess uppgifter var inte formellt definierade; de facto var ämbetet rent ceremoniellt. Val hölls regelbundet i samband med OAU:s årliga toppmöten och mandatperioden begränsades därmed i praktiken till cirka ett år. När OAU löstes upp år 2002 nedlades ämbetet av dess siste innehavare Levy Mwanawasa och Thabo Mbeki utsågs till den nya posten som Afrikanska unionens ordförande.

## Lista över OAU:s ordförande
| Namn                                  | Tillträde         | Avgick            | Land              |
| ------------------------------------- | ----------------- | ----------------- | ----------------- |
| Haile Selassie I                      | 25 maj 1963       | 17 juli 1964      | Etiopien          |
| Gamal Abdel Nasser                    | 17 juli 1964      | 21 oktober 1965   | Egypten           |
| Kwame Nkrumah                         | 21 oktober 1965   | 24 februari 1966  | Ghana             |
| Joseph Arthur Ankrah                  | 24 februari 1966  | 5 november 1966   | Ghana             |
| Haile Selassie I                      | 5 november 1966   | 11 september 1967 | Etiopien          |
| Joseph-Désiré Mobutu                  | 11 september 1967 | 13 september 1968 | Kongo-Kinshasa    |
| Houari Boumedienne                    | 13 september 1968 | 6 september 1969  | Algeriet          |
| Ahmadou Ahidjo                        | 6 september 1969  | 1 september 1970  | Kamerun           |
| Kenneth Kaunda                        | 1 september 1970  | 21 juni 1971      | Zambia            |
| Moktar Ould Daddah                    | 21 juni 1971      | 12 juni 1972      | Mauretanien       |
| Hassan II                             | 12 juni 1972      | 27 maj 1973       | Marocko           |
| Yakubu Gowon                          | 27 maj 1973       | 12 juni 1974      | Nigeria           |
| Muhammad Siad Barre                   | 12 juni 1974      | 28 juli 1975      | Somalia           |
| Idi Amin                              | 28 juli 1975      | 2 juli 1976       | Uganda            |
| Seewoosagur Ramgoolam                 | 2 juli 1976       | 2 juli 1977       | Mauritius         |
| Omar Bongo                            | 2 juli 1977       | 18 juli 1978      | Gabon             |
| Gaafar Nimeiry                        | 18 juli 1978      | 12 juli 1979      | Sudan             |
| William R. Tolbert, Jr.               | 12 juli 1979      | 12 april 1980     | Liberia           |
| Léopold Sédar Senghor (tillförordnad) | 28 april 1980     | 1 july 1980       | Senegal           |
| Siaka Stevens                         | 1 juli 1980       | 24 juni 1981      | Sierra Leone      |
| Daniel arap Moi                       | 24 juni 1981      | 6 juni 1983       | Kenya             |
| Mengistu Haile Mariam                 | 6 juni 1983       | 12 november 1984  | Etiopien          |
| Julius Nyerere                        | 12 november 1984  | 18 juli 1985      | Tanzania          |
| Abdou Diouf                           | 18 juli 1985      | 28 juli 1986      | Senegal           |
| Denis Sassou-Nguesso                  | 28 juli 1986      | 27 juli 1987      | Kongo-Brazzaville |
| Kenneth Kaunda                        | 27 juli 1987      | 25 maj 1988       | Zambia            |
| Moussa Traoré                         | 25 maj 1988       | 24 juli 1989      | Mali              |
| Hosni Mubarak                         | 24 juli 1989      | 9 juli 1990       | Egypten           |
| Yoweri Museveni                       | 9 juli 1990       | 3 juni 1991       | Uganda            |
| Ibrahim Babangida                     | 3 juni 1991       | 29 juni 1992      | Nigeria           |
| Abdou Diouf                           | 29 juni 1992      | 28 juni 1993      | Senegal           |
| Hosni Mubarak                         | 28 juni 1993      | 13 juni 1994      | Egypten           |
| Zine El Abidine Ben Ali               | 13 juni 1994      | 26 juni 1995      | Tunisien          |
| Meles Zenawi                          | 26 juni 1995      | 8 juli 1996       | Etiopien          |
| Paul Biya                             | 8 juli 1996       | 2 juni 1997       | Kamerun           |
| Robert Mugabe                         | 2 juni 1997       | 8 juni 1998       | Zimbabwe          |
| Blaise Compaoré                       | 8 juni 1998       | 12 juli 1999      | Burkina Faso      |
| Abdelaziz Bouteflika                  | 12 juli 1999      | 10 juli 2000      | Algeriet          |
| Gnassingbé Eyadéma                    | 10 juli 2000      | 9 juli 2001       | Togo              |
| Frederick Chiluba                     | 9 juli 2001       | 2 januari 2002    | Zambia            |
| Levy Mwanawasa                        | 2 januari 2002    | 9 juli 2002       | Zambia            |